# Karoksazon
Karoksazon (Surodil, Timostenil) je antidepresiv koji se nekad koristio za tretman depresije ali više nije u prodaji. On deluje kao reverzibilni inhibitor monoaminske oksidaze (MAOI) oba podtipa: MAO-A i MAO-B, sa pet puta većom potentnošću na MAO-B.

## Literatura
- Lieberman, A. N. (1994). Monoamine oxidase inhibitors in neurological diseases. New York: M. Dekker.  0-8247-9082-0.
- Dictionary of organic compounds. London: Chapman & Hall. 1996.  0-412-54090-8.